# Ealing (borough)
Ealing (London Borough of Ealing) is een Engels district of borough in de regio Groot-Londen, gelegen in het westen van de metropool. De borough telt 342.000 inwoners. De oppervlakte bedraagt 56 km².
Van de bevolking is 11,5% ouder dan 65 jaar. De werkloosheid bedraagt 3,9% van de beroepsbevolking (cijfers volkstelling 2001).

## Wijken in Ealing
- Acton
- Ealing
- Greenford
- Hanwell
- Northolt
- Perivale
- Southall
- Yeading